# La Cornuaille
La Cornuaille korábbi község Franciaország Loire mente régiójában, Maine-et-Loire megyében. 2016. december 15-én Le Louroux-Béconnais és Villemoisan korábbi községgel egyesült és Val d’Erdre-Auxence új község része lett.
Lakosainak száma 949 fő (2018. január 1.). La Cornuaille Belligné, Angrie, Candé, Freigné és Le Louroux-Béconnais községekkel határos.

## Népesség
A település népességének változása:
| Lakosok száma | 983  | 841  | 785  | 719  | 791  | 1019 | 1040 | 1015 | 1006 | 949  |
|               | 1968 | 1975 | 1982 | 1990 | 1999 | 2011 | 2013 | 2015 | 2017 | 2018 |